# Campionati del mondo di ciclismo su pista 2017 - Velocità femminile
La gara di velocità femminile ai Campionati del mondo di ciclismo su pista 2017 si è svolta dal 13 al 14 aprile 2017.

## Podio
| Pos.    | Atleta           | Nazionalità |
| ------- | ---------------- | ----------- |
| Oro     | Kristina Vogel   | Germania    |
| Argento | Stephanie Morton | Australia   |
| Bronzo  | Lee Wai Sze      | Hong Kong   |

## Risultati

### Qualificazioni
I migliori quattro tempi si qualificano per gli ottavi di finale, gli atleti tra il quinto ed il ventottesimo posto si qualificano per i sedicesimi di finale.
| Posizione | Atleta              | Nazione       | Tempo  | Gap    | Note   |
| --------- | ------------------- | ------------- | ------ | ------ | ------ |
| 1         | Stephanie Morton    | Australia     | 10.724 |        | Q      |
| 2         | Lee Wai Sze         | Hong Kong     | 10.764 | +0.040 | Q      |
| 3         | Kristina Vogel      | Germania      | 10.816 | +0.092 | Q      |
| 4         | Mathilde Gros       | Francia       | 10.826 | +0.102 | Q, WJR |
| 5         | Simona Krupeckaitė  | Lituania      | 10.937 | +0.213 | q      |
| 6         | Natasha Hansen      | Nuova Zelanda | 10.945 | +0.221 | q      |
| 7         | Kaarle McCulloch    | Australia     | 10.962 | +0.238 | q      |
| 8         | Pauline Grabosch    | Germania      | 10.967 | +0.243 | q      |
| 9         | Anastasia Voynova   | Russia        | 10.975 | +0.251 | q      |
| 10        | Daria Shmeleva      | Russia        | 11.012 | +0.288 | q      |
| 11        | Lyubov Shulika      | Ucraina       | 11.044 | +0.320 | q      |
| 12        | Martha Bayona       | Colombia      | 11.062 | +0.338 | q      |
| 13        | Holly Takos         | Australia     | 11.075 | +0.351 | q      |
| 14        | Kate O'Brien        | Canada        | 11.106 | +0.382 | q      |
| 15        | Miglė Marozaitė     | Lituania      | 11.147 | +0.423 | q      |
| 16        | Katy Marchant       | Gran Bretagna | 11.151 | +0.427 | q      |
| 17        | Lin Junhong         | Cina          | 11.169 | +0.445 | q      |
| 18        | Laurine van Riessen | Paesi Bassi   | 11.176 | +0.452 | q      |
| 19        | Shanne Braspennincx | Paesi Bassi   | 11.209 | +0.485 | q      |
| 20        | Lee Hye-jin         | Corea del Sud | 11.239 | +0.515 | q      |
| 21        | Nicky Degrendele    | Belgio        | 11.248 | +0.524 | q      |
| 22        | Kim Won-gyeong      | Corea del Sud | 11.253 | +0.529 | q      |
| 23        | Emma Hinze          | Germania      | 11.255 | +0.531 | q      |
| 24        | Tania Calvo         | Spagna        | 11.336 | +0.612 | q      |
| 25        | Olena Starikova     | Ucraina       | 11.397 | +0.673 | q      |
| 26        | Juliana Gaviria     | Colombia      | 11.569 | +0.845 | q      |
| 27        | Helena Casas        | Spagna        | 11.761 | +1.037 | q      |
| 28        | Deborah Herold      | India         | 11.807 | +1.083 | q      |
| 29        | Ma Wing Yu          | Hong Kong     | 11.832 | +1.108 |        |

- WJR = record mondiale junior

### Sedicesimi di finale
I vincitori di ogni batteria si qualificano per gli ottavi di finale
| Batteria | Posizione | Atleta              | Nazione       | Gap    | Note |
| -------- | --------- | ------------------- | ------------- | ------ | ---- |
| 1        | 1         | Simona Krupeckaitė  | Lituania      |        | Q    |
| 1        | 2         | Deborah Herold      | India         | +0.134 |      |
| 2        | 1         | Natasha Hansen      | Nuova Zelanda |        | Q    |
| 2        | 2         | Helena Casas        | Spagna        | +0.080 |      |
| 3        | 1         | Kaarle McCulloch    | Australia     |        | Q    |
| 3        | 2         | Juliana Gaviria     | Colombia      | +0.358 |      |
| 4        | 1         | Pauline Grabosch    | Germania      |        | Q    |
| 4        | 2         | Olena Starikova     | Ucraina       | +0.063 |      |
| 5        | 1         | Anastasia Voynova   | Russia        |        | Q    |
| 5        | 2         | Tania Calvo         | Spagna        | +1.492 |      |
| 6        | 1         | Daria Shmeleva      | Russia        |        | Q    |
| 6        | 2         | Emma Hinze          | Germania      | +0.198 |      |
| 7        | 1         | Lyubov Shulika      | Ucraina       |        | Q    |
| 7        | 2         | Kim Won-gyeong      | Corea del Sud | +0.143 |      |
| 8        | 1         | Martha Bayona       | Colombia      |        | Q    |
| 8        | 2         | Nicky Degrendele    | Belgio        | +0.015 |      |
| 9        | 1         | Lee Hye-jin         | Corea del Sud |        | Q    |
| 9        | 2         | Holly Takos         | Australia     | +0.013 |      |
| 10       | 1         | Kate O'Brien        | Canada        |        | Q    |
| 10       | 2         | Shanne Braspennincx | Paesi Bassi   | +0.048 |      |
| 11       | 1         | Laurine van Riessen | Paesi Bassi   |        | Q    |
| 11       | 2         | Miglė Marozaitė     | Lituania      | +0.089 |      |
| 12       | 1         | Lin Junhong         | Cina          |        | Q    |
| 12       | 2         | Katy Marchant       | Gran Bretagna | +0.028 |      |

### Ottavi di finale
I vincitori di ogni batteria si qualificano per i quarti di finale
| Batteria | Posizione | Atleta              | Nazione       | Gap    | Note |
| -------- | --------- | ------------------- | ------------- | ------ | ---- |
| 1        | 1         | Stephanie Morton    | Australia     |        | Q    |
| 1        | 2         | Lin Junhong         | Cina          | +0.103 |      |
| 2        | 1         | Lee Wai Sze         | Hong Kong     |        | Q    |
| 2        | 2         | Laurine van Riessen | Paesi Bassi   | +0.091 |      |
| 3        | 1         | Kristina Vogel      | Germania      |        | Q    |
| 3        | 2         | Kate O'Brien        | Canada        | +0.352 |      |
| 4        | 1         | Mathilde Gros       | Francia       |        | Q    |
| 4        | 2         | Lee Hye-jin         | Corea del Sud | +0.092 |      |
| 5        | 1         | Simona Krupeckaitė  | Lituania      |        | Q    |
| 5        | 2         | Martha Bayona       | Colombia      | +0.021 |      |
| 6        | 1         | Lyubov Basova       | Ucraina       |        | Q    |
| 6        | 2         | Natasha Hansen      | Nuova Zelanda | +0.099 |      |
| 7        | 1         | Kaarle McCulloch    | Australia     |        | Q    |
| 7        | 2         | Daria Shmeleva      | Russia        | +0.050 |      |
| 8        | 1         | Anastasia Voynova   | Russia        |        | Q    |
| 8        | 2         | Pauline Grabosch    | Germania      | +0.021 |      |

### Quarti di finale
I vincitori di ogni batteria si qualificano per le semifinali
| Batteria | Posizione | Atleta             | Nazione   | Gara 1 | Gara 2 | Gara 3 | Note |
| -------- | --------- | ------------------ | --------- | ------ | ------ | ------ | ---- |
| 1        | 1         | Stephanie Morton   | Australia | X      | X      |        | Q    |
| 1        | 2         | Anastasia Voynova  | Russia    | +0.033 | +0.002 |        |      |
| 2        | 1         | Lee Wai Sze        | Hong Kong | X      | X      |        | Q    |
| 2        | 2         | Kaarle McCulloch   | Australia | +0.213 | +0.068 |        |      |
| 3        | 1         | Kristina Vogel     | Germania  | X      | X      |        | Q    |
| 3        | 2         | Lyubov Shulika     | Ucraina   | +0.140 | +0.015 |        |      |
| 4        | 1         | Simona Krupeckaitė | Lituania  | X      | X      |        | Q    |
| 4        | 2         | Mathilde Gros      | Francia   | +0.001 | +0.116 |        |      |

### Semifinale
I vincitori di ogni batteria si qualificano per la finale per l'oro, gli altri si qualificano per la finale per il bronzo
| Batteria | Posizione | Atleta             | Nazione   | Gara 1 | Gara 2 | Gara 3 | Note |
| -------- | --------- | ------------------ | --------- | ------ | ------ | ------ | ---- |
| 1        | 1         | Stephanie Morton   | Australia | +0.023 | X      | X      | Q    |
| 1        | 2         | Simona Krupeckaitė | Lituania  | X      | +0.171 | +0.174 |      |
| 2        | 1         | Kristina Vogel     | Germania  | X      | X      |        | Q    |
| 2        | 2         | Lee Wai Sze        | Hong Kong | +0.038 | +0.065 |        |      |

### Finale
Alla finale hanno preso parte 4 atleti provenienti da 3 nazioni
| Posizione            | Atleta             | Nazione   | Gara 1 | Gara 2 | Gara 3 |
| -------------------- | ------------------ | --------- | ------ | ------ | ------ |
| Finale per l'oro     |                    |           |        |        |        |
| 1                    | Kristina Vogel     | Germania  | X      | X      |        |
| 2                    | Stephanie Morton   | Australia | +0.149 | +0.147 |        |
| Finale per il bronzo |                    |           |        |        |        |
| 3                    | Lee Wai Sze        | Hong Kong | X      | X      |        |
| 4                    | Simona Krupeckaitė | Lituania  | +0.054 | +0.039 |        |